# Liste von Brunnen in Bochum
Die Liste von Brunnen in Bochum enthält eine Auswahl Bochumer Brunnen.

## Liste
| Bezeichnung                                           | Lage                                   | Koordinaten                 | Jahr | Künstler                                | Beschreibung                                                                                             | Bild |
| ----------------------------------------------------- | -------------------------------------- | --------------------------- | ---- | --------------------------------------- | --- | ---- |
| Brunnen des Glücks                                    | Stadtmitte, Rathaus                    | 51° 28′ 58″ N, 7° 12′ 54″ O |      | August Vogel                            | |      |
| Brunnen der Schönheit                                 | Stadtmitte, Rathaus                    | 51° 28′ 57″ N, 7° 12′ 53″ O |      | August Vogel                            | |      |
| Jungmädchenbrunnen „Die Schwebende“                   | Stadtpark, Rosengarten                 | 51° 29′ 34″ N, 7° 13′ 37″ O | 1926 | Eugen Schmohl, Wilhelm Gerstel          | |      |
| „Schwan“                                              | Stadtpark, Dahliengarten               | 51° 29′ 26″ N, 7° 13′ 20″ O | 1959 | E. Reiff (Zeichnung), G. Kuhle (Modell) | |      |
| Jobsiade-Brunnen                                      | Stadtmitte, Husemannplatz              | 51° 28′ 49″ N, 7° 13′ 0″ O  | 1987 | Karl Ulrich Nuss                        | Mit einer Szene der Jobsiade von Kortum.                                                                 |      |
| Nasse Augen                                           | Mitte, hinter dem Rathaus              | 51° 28′ 58″ N, 7° 12′ 51″ O | 1978 | Erich Reusch                            | |      |
| Wasserrelief auf dem Forumsplatz der Ruhr-Universität | Querenburg                             | 51° 26′ 40″ N, 7° 15′ 42″ O | 1969 | Erich Reusch                            | inzwischen trockengefallen wegen maroder Technik                                                         |      |
|                                                       | Stadtmitte, U-Bahn-Station Rathaus-Süd | 51° 28′ 56″ N, 7° 13′ 2″ O  | 1984 | Heinrich Schroeteler                    | Brunnen in der Wandgestaltung, Teile der Jugendstilfassade des ehemaligen Hansahauses wurden integriert. |      |
| Engelbert-Brunnen (alt)                               | Innenstadt                             | 51° 28′ 39″ N, 7° 13′ 1″ O  | 1910 | Markus Wollner                          | |      |
| Engelbert-Brunnen (neu)                               | Innenstadt, Kortumstraße               | 51° 28′ 39″ N, 7° 13′ 1″ O  | 1964 | Ferdinand Spindel                       | Ort wurde mehrfach verändert. Inzwischen steht die Statue (ohne Brunnen) in Nähe der Propsteikirche      |      |
| Fontana                                               | Stadtmitte, am Rathaus                 | 51° 29′ 1″ N, 7° 12′ 54″ O  | 1985 | Erwin Hegemann                          | Spende des Unternehmens Krupp. Materialien Edelstahl und Titan.                                          |      |
| Ehemaliger Brunnen am Husemannplatz                   | Stadtmitte                             | 51° 26′ 31″ N, 7° 12′ 45″ O |      |                                         | Jetzt in Weitmar an der Pfarrer-Halbe-Straße, dort wird der Brunnen als nicht sanierungsfähig erachtet.  |      |
| Kugelbrunnen                                          | Stadtmitte, Dr. Ruer-Platz             | 51° 28′ 52″ N, 7° 13′ 7″ O  | 1987 | Jan Bormann                             | [ 5 ] |      |
|                                                       | Dahlhausen, Otto-Wels-Platz            | 51° 25′ 36″ N, 7° 8′ 33″ O  |      |                                         | |      |
|                                                       | Dahlhauser Heide, Beamtenplatz         | 51° 29′ 56″ N, 7° 10′ 29″ O |      |                                         | |      |
|                                                       | Querenburg, Uni-Center                 | 51° 26′ 54″ N, 7° 15′ 29″ O |      |                                         | |      |
|                                                       | Stadtmitte, Bermuda-Dreieck            | 51° 28′ 33″ N, 7° 12′ 57″ O |      |                                         | |      |
|                                                       | Bochum, Bürgerplatz                    | 51° 29′ 32″ N, 7° 12′ 33″ O |      |                                         | |      |
|                                                       | Bochum, Springerplatz                  | 51° 28′ 40″ N, 7° 12′ 28″ O |      |                                         | |      |
|                                                       | Wattenscheid, Stadtgarten              | 51° 29′ 7″ N, 7° 8′ 32″ O   |      |                                         | |      |
| Froschbrunnen                                         | Wattenscheid, Stadtgarten              | 51° 29′ 7″ N, 7° 8′ 31″ O   |      |                                         | |      |
|                                                       | Wattenscheid, August-Bebel-Platz       | 51° 28′ 50″ N, 7° 8′ 18″ O  |      |                                         | [ 6 ] |      |
| Brunnen am Schwanenmarkt                              | Innenstadt, Nordring                   | 51° 29′ 1″ N, 7° 13′ 20″ O  | 1900 | Josef Schmidt                           | Heute nicht mehr vorhanden. Aus Granit und rotem Marmor gefertigt und mit Tierskulpturen versehen.       |      |

Im Ruhrpark befinden sich sechs Brunnen.

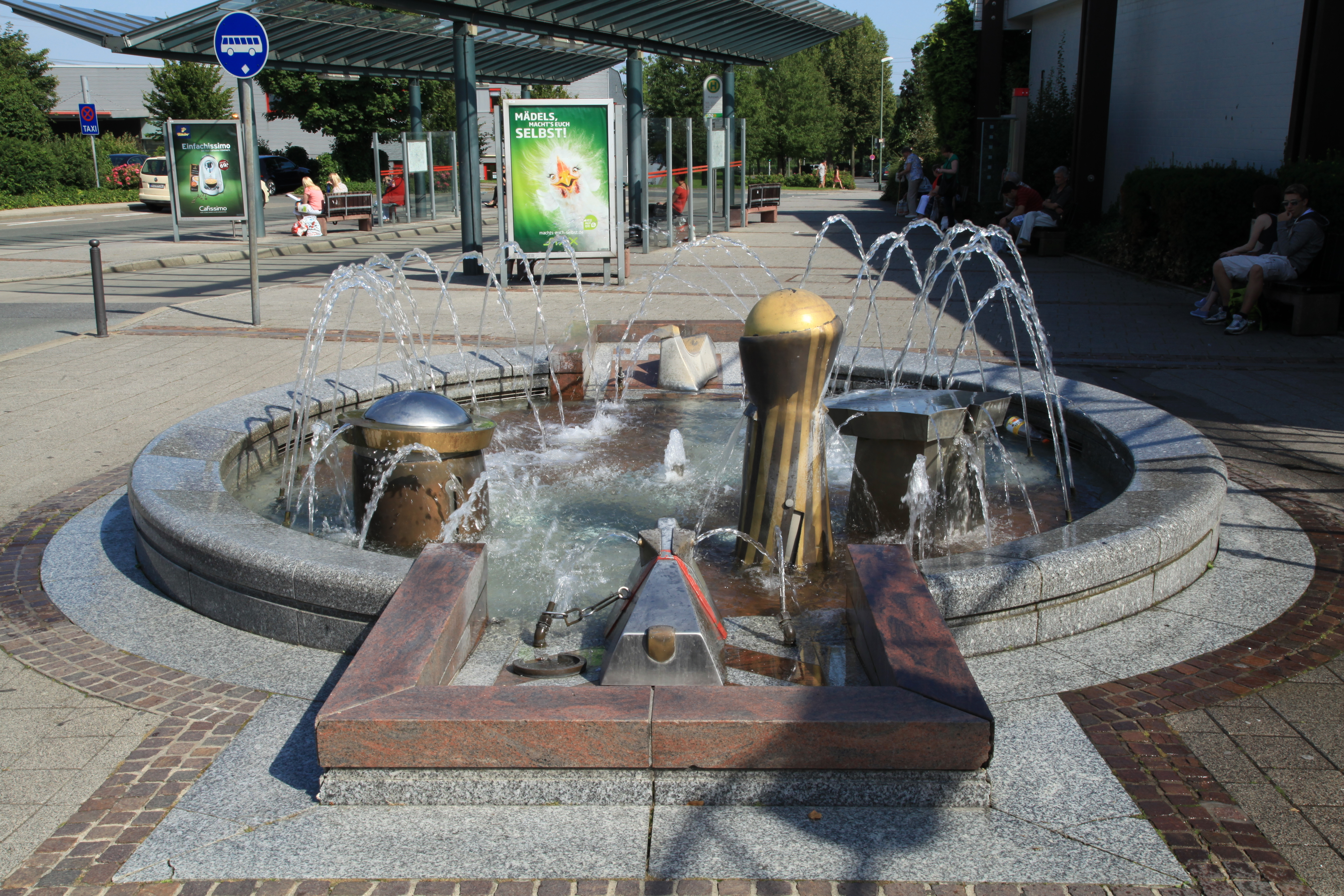

### Trinkwasserbrunnen
Von ehemals zwölf durch die Stadtwerke Bochum betriebenen Trinkwasserbrunnen waren im Jahr 2017 noch neun übrig geblieben. Im Jahr 2020 wurden die verbliebenen Brunnen aufgrund der COVID-19-Pandemie vorläufig stillgelegt.
| Lage                                                                       | Koordinaten                   | Bild |
| -------------------------------------------------------------------------- | ----------------------------- | ---- |
| Ehrenfeld: Shakespeare-Platz, Königsallee                                  | 51° 28′ 20″ N, 7° 12′ 59″ O   |      |
| Stiepel: Klosterhof, Am Varenholt                                          | 51° 25′ 55″ N, 7° 13′ 41″ O   |      |
| Grumme: Heckertstraße („Deckel“ A40)                                       | 51° 29′ 43″ N, 7° 14′ 27″ O   |      |
| Tierpark Bochum im Stadtpark                                               | 51° 29′ 26″ N, 7° 13′ 40″ O   |      |
| Grumme: Schmechtingwiesen, Freiligrathstraße                               | 51° 29′ 32″ N, 7° 12′ 56″ O   |      |
| Dahlhausen/Linden: Hattinger Straße/Dr.-C.-Otto-Straße                     | 51° 25′ 33″ N, 7° 9′ 38″ O    |      |
| Langendreer: Alte Bahnhofstraße (Fußgängerzone)                            | 51° 28′ 31″ N, 7° 18′ 16″ O   |      |
| Wattenscheid: Rathaus, Friedrich-Ebert-Straße                              | 51° 28′ 55″ N, 7° 8′ 4″ O     |      |
| Riemke: Riemker Markt, Auf der Markscheide                                 | 51° 30′ 37″ N, 7° 12′ 44″ O   |      |
| Grumme: Grummer Teiche, Weg am Kötterberg (nicht mehr in Betrieb)          | Koordinaten fehlen! Hilf mit. |      |
| Hustadt: Uni-Center, Platz der Völkerverständigung (nicht mehr in Betrieb) | Koordinaten fehlen! Hilf mit. |      |
| Gerthe: Turnstraße (Fußgängerzone) (nicht mehr in Betrieb)                 | Koordinaten fehlen! Hilf mit. |      |